# ВК Царевец
ВК „Царевец“ е български волейболен клуб.

## История
Волейболният клуб е основан през 1919 г. в Търново. Първите площадки за волебол в града са на стадион „Юнак“ и на игрище „Марино поле“. През първите срещи отборът е съставен от курсанти и военнослужещи. Десетина години по-късно отбрът се разпада. Отборът се събира отново през 1943 година. В отборът участват Константин Тотев, Светлозар Зелков, Спас Денков, Деньо Денев, Веселин – „Пукето“ и други. Отборът достига полуфинал на държавно първенство. От 1978 година тоборът поддържа само детско-юношеска школа.